# Застув-Поляновський
Застув-Поляновський (пол. Zastów Polanowski) — село в Польщі, у гміні Вількув Опольського повіту Люблінського воєводства.
Населення — 189 осіб (2011).

## Демографія
Демографічна структура станом на 31 березня 2011 року:
|          | Загалом | Допрацездатний вік | Працездатний вік | Постпрацездатний вік |
| -------- | ------- | ------------------ | ---------------- | -------------------- |
| Чоловіки | 90      | 14                 | 65               | 11                   |
| Жінки    | 99      | 17                 | 53               | 29                   |
| Разом    | 189     | 31                 | 118              | 40                   |